# Gurkört
Gurkört (Borago officinalis) är en ätlig ört i familjen strävbladiga växter, vars blommor smakar svagt av gurka. Arten kommer ursprungligen från medelhavsområdet, spreds över Europa under medeltiden och infördes till Sverige av munkar. Gurkört odlas i Sverige som trädgårdsväxt, men kan lätt bli ett ogräs på grund av den rikliga fröspridningen.
Gurkörten är en ettårig ört och blir omkring 40–70 centimeter hög. Hela växten är hårig och under växtsäsongen blir håren allt grövre. Stjälken är kraftig. Bladen är elliptiska, stora och grågröna. Känsliga personer som rör vid växten kan få en allergisk reaktion.
Bladen innehåller små mängder av levertoxiska pyrrolizidin-alkaloider.[källa behövs]
Ibland odlas sorten 'Alba' som har rent vita blommor. 

## Användning
Gurkörten planteras som bifoderväxt och används också som prydnadsväxt.
Blommorna har en svag smak av gurka och kan användas i sallader eller kanderas. Bladen kan tillagas som spenat eller användas som krydda i soppor. Man kan också använda blommorna som dekoration på kakor och efterrätter, eller göra vackra dekorationer genom att frysa in dem i isbitar. 
Extrakt av blommorna kan användas som livsmedelsfärg. Ur gurkörtens frön kan man utvinna olja som kan användas till kosttillskott.
Gurkörten kan också användas vid lackfärgsframställning.
Inom folkmedicinen har gurkört använts mot "hjärtesorg", melankoli, premenstruella besvär, reumatiska besvär, luftvägsbesvär och som omslag på sår och inflammerad hud.

## Namn
Svenska synonyma namn är boretsch och stofferblomma.